# Cincinnatus (Nowy Jork)
Cincinnatus – miasto w Stanach Zjednoczonych, w stanie Nowy Jork, w hrabstwie Cortland.